# Phreatia protensa
Phreatia protensa är en orkidéart som beskrevs av Rudolf Schlechter. Phreatia protensa ingår i släktet Phreatia och familjen orkidéer. Inga underarter finns listade i Catalogue of Life.